# Chaitén (comuna)
Chaitén es una comuna de la zona sur de Chile ubicada en la provincia de Palena, Región de Los Lagos. Limita al norte con la comuna de Hualaihué, al oeste con el golfo de Ancud y el golfo de Corcovado, al oriente con las comunas de Futaleufú y de Palena y parte de la provincia del Chubut (Argentina), y al sur con la Región Aysén del General Carlos Ibáñez del Campo. Su capital es la ciudad de Chaitén. Esta comuna es lugar de tradiciones gauchescas y huasas.
Tiene una superficie de 8470,5 km², lo que la convierte en la comuna más grande de la región, de similar tamaño a la Isla Grande de Chiloé. Su población, al año 2017, es de 5071 habitantes.
La erupción del volcán Chaitén en mayo de 2008 provocó la evacuación de todos los habitantes de la comuna y la destrucción de la ciudad producto del desborde del río Blanco. Tras la catástrofe, el desarrollo de la comuna ha tenido un fuerte impulso en el turismo, gracias a que es la puerta de ingreso a la Región de Aysén a través de la Carretera Austral, y a la abundancia de lagos, ríos o bosques nativos con muy poca intervención humana, protegidos por los parques nacionales Corcovado y Pumalín.

## Toponimia
La comuna obtiene su nombre del mapudungun chain-chaitun, "colar en canasto".

## Historia

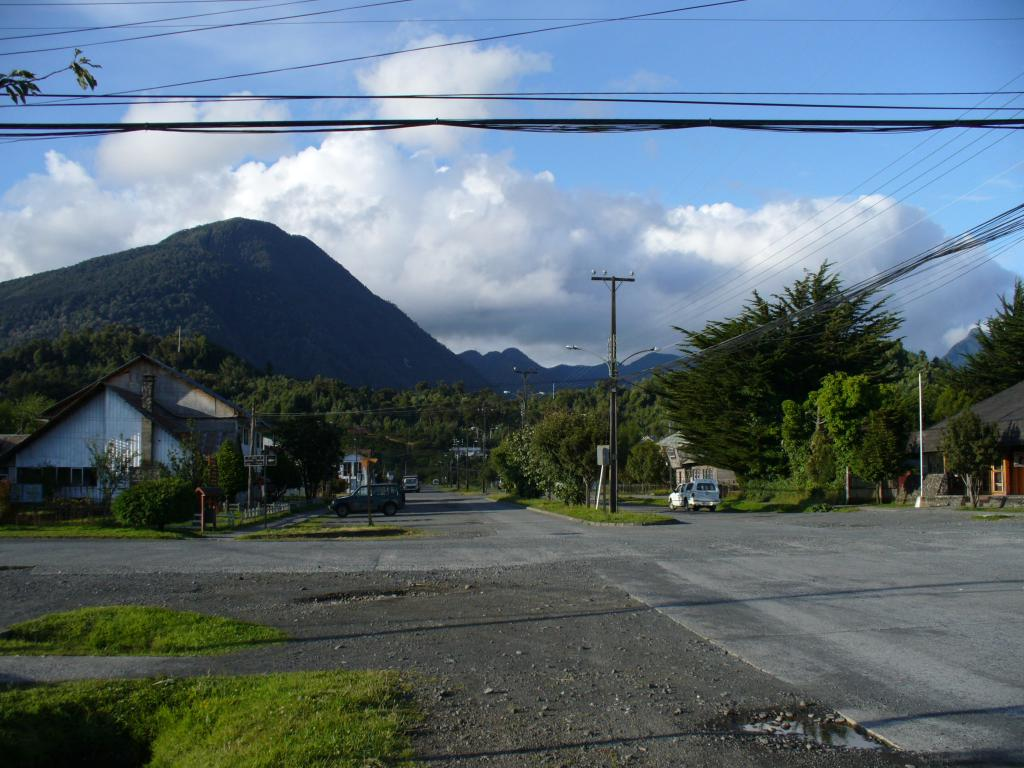
Vista de Chaitén en 2007.

El territorio de la actual comuna de Chaitén —al igual que casi todo el territorio de la provincia de Palena— permaneció por años inexplorado, incluso luego de la independencia de Chile. La zona fue visitada por varios navegantes chilotes que recorrieron sus terrenos, incluso en búsqueda de la mitológica Ciudad de los Césares.
Hallazgos de arte rupestre en las inmediaciones del cerro Vilcún —15 km al norte de la ciudad— señalan que en la zona hubo presencia humana hace más de setecientos años.
Las primeras concesiones de terrenos en las zonas actuales de la comuna fueron adjudicadas el 4 de noviembre de 1885 en Calbuco (sobre un predio de 74 900 hectáreas), En 1903, buques de estudios hidrográficos de la Armada de Chile encontraron la desembocadura del río Yelcho, que permitiría en los años posteriores la conexión hacia el interior de Palena.
En 1905 se establecieron los primeros habitantes de la costa de la comuna, iniciando la colonización de Palena. En la desembocadura del Yelcho, el 12 de septiembre de 1921 se instalaron tres viviendas de colonos chilotes provenientes de Dalcahue en el sector de Chaitén Viejo y el 24 de agosto de 1933 se instaló un nuevo colono en Peñas Blancas. Ambos sectores finalmente se fusionarían para dar forma a la localidad de Chaitén, cuyo nombre provino de una expresión del mapudungun, chai-chaitún, que significa «colar en chaivas», una especie de canasto. Chaitén es oficialmente fundada como ciudad el 24 de febrero de 1940.
Con el paso de los años, el puerto de Chaitén sirvió como entrada a las tierras casi inexploradas del denominado Chiloé Continental, especialmente para los colonos del lago Yelcho, el sector de Futaleufú y el lago Palena. Mensualmente, el barco Tenglo de la estatal Ferronave servía para abastecer a los colonizadores y desde Chaitén salían barcazas que navegaban por el río Yelcho hasta Puerto Cárdenas, cruzaban el lago Yelcho y finalizaban en Puerto Ramírez, donde los víveres eran transportados a caballo hasta Futaleufú y Palena.
En 1946 se instaló el Cuerpo Militar del Trabajo, perteneciente al Ejército de Chile, y destinado a construir un camino terrestre hasta el lago y así facilitar el transporte de víveres a los colonos del interior. Para ese entonces, Chaitén ya contaba con un centenar de habitantes y algunos locales comerciales. En su gran mayoría, los habitantes de estos territorios provenían de las islas del archipiélago de Chiloé.
En 1959 Chaitén fue designado capital del recién creado departamento de Palena, entonces perteneciente a la provincia de Chiloé.
Con el proceso de regionalización impulsado por la dictadura militar, en 1979 Chiloé continental se convirtió en la provincia de Palena, quedando Chaitén como capital provincial.. Asimismo, la comuna sumó a su territorio las islas Desertores, que hasta entonces pertenecían administrativamente a la comuna de Achao.
La apertura de la Carretera Austral y la mejora de los servicios de transbordadores desde Puerto Montt y otras localidades chilotas —como también los progresos en telecomunicaciones— redujeron el aislamiento de Chaitén durante los años 80. Esto permitió que la economía del lugar se enfocara principalmente en el desarrollo del turismo, al ser la puerta de entrada de la Patagonia chilena y de la Región de Aisén.

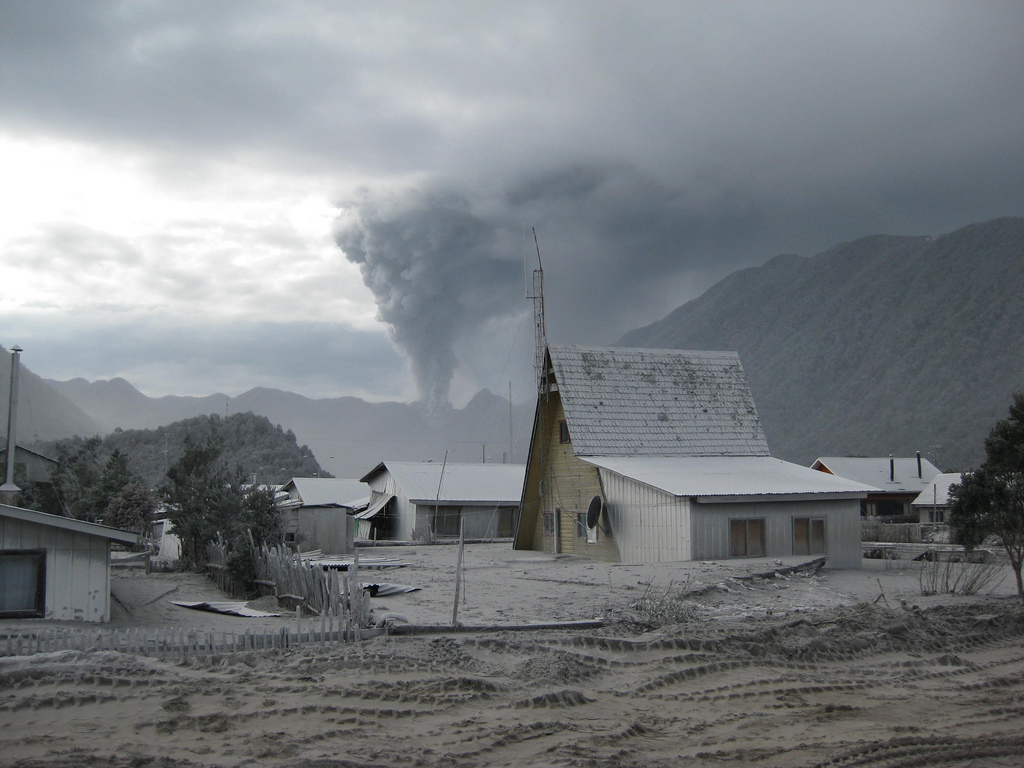
Debido a la erupción del volcán Chaitén en mayo de 2008, la ceniza volcánica y los lahares secos destruyeron gran parte de la comuna.

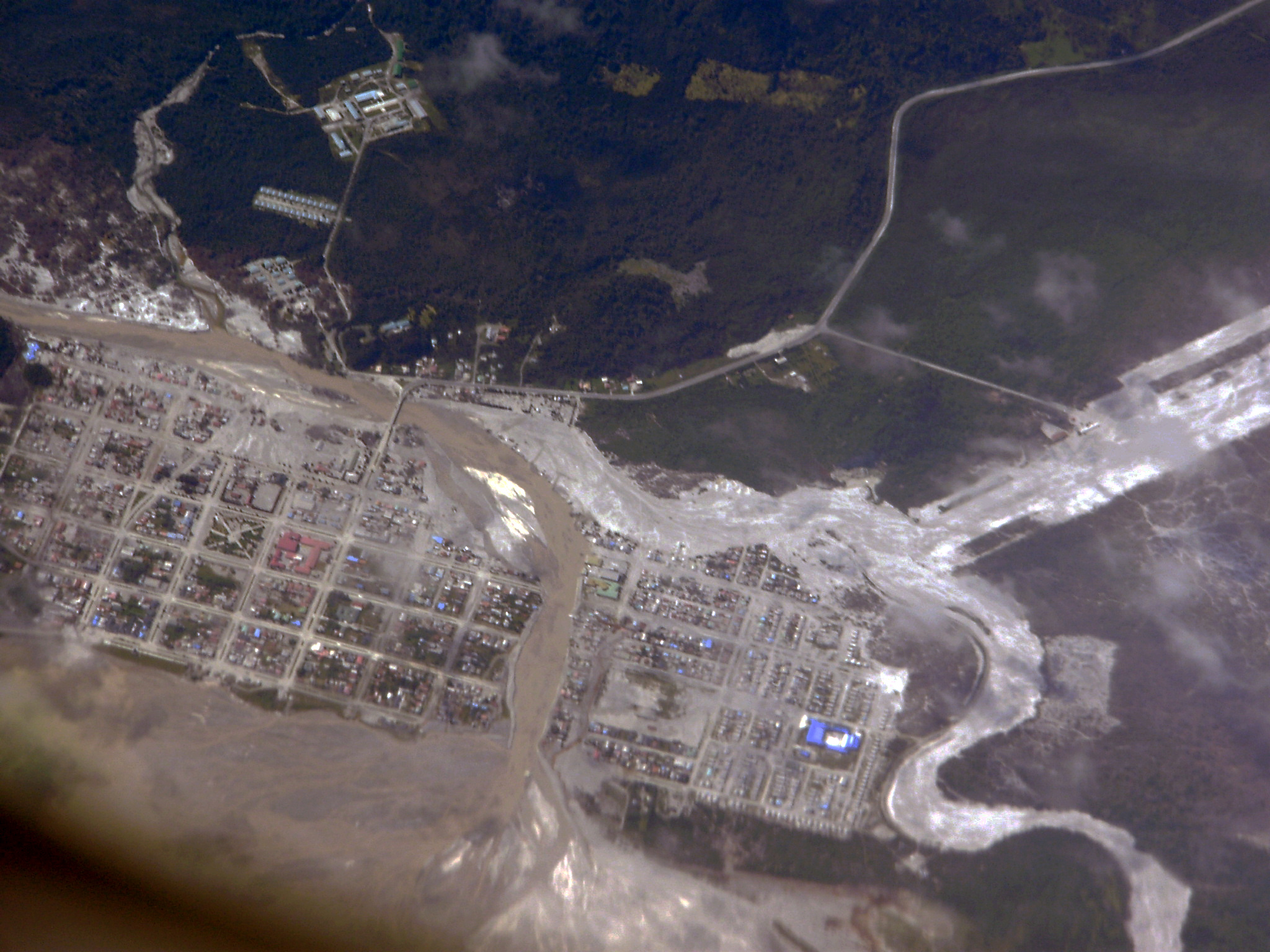
Al centro de la ciudad se puede observar el desborde del río Chaitén, provocado por la acumulación de material volcánico, y que inundó casi la totalidad de las viviendas.

Chaitén era, a comienzos de los años 2000, una de las comunas con mayor índice de desarrollo humano de la región, siendo superada solo por Ancud, Castro, Puerto Varas y Puerto Montt. Su población total llegaba en 2002 a los 7182 habitantes, de los cuales 4625 vivían en la zona urbana.

### Erupción del volcán Chaitén
El 2 de mayo de 2008, tras una seguidilla de temblores, hizo erupción el cercano volcán Chaitén, cubriendo el cielo con una enorme nube de cenizas que se extendió desde Puerto Montt hasta diversas localidades de Argentina —llegando incluso a Buenos Aires—, las que luego se depositaron en el suelo de Chaitén con un espesor de veinte centímetros en menos de un día. La Armada de Chile coordinó de inmediato un operativo de evacuación: mil quinientas personas fueron trasladadas a Puerto Montt y Chiloé en las primeras horas y al día siguiente ya habían partido más de cuatro mil personas. Algunas personas se rehusaron a abandonar la localidad pese a que el gobierno estableció una zona de evacuación con un radio de 50 km desde el cráter del volcán, previendo el colapso de la columna de humo y la caída de flujo piroclástico.
El gobierno presentó el 7 de mayo un recurso de protección, con orden de no innovar, que permitiera utilizar incluso la fuerza para evacuar a los residentes de la comuna, siendo aprobada rápidamente, aunque finalmente el fondo del recurso fue rechazado. Una serie de explosiones en el cráter y la emisión de material incandescentes cerca de la medianoche del 8 de mayo dio la orden de evacuación forzosa de los residentes dentro del perímetro de protección, quedando así Chaitén completamente deshabitado.
El gobierno central decidió el cierre de la capital comunal por al menos tres meses, mientras el cercano río Chaitén se desbordó producto de los lahares formados por el material volcánico acumulado e inundó casi la totalidad de las viviendas abandonadas. La cabecera de la provincia fue trasladada a Futaleufú de forma transitoria y el gobierno inició un proceso de evaluación de un traslado definitivo hacia Palena o Futaleufú, o incluso la construcción de una «Nueva Chaitén» en Caleta Gonzalo o Ayacara. Aunque en las semanas siguientes la actividad del volcán disminuyó, ésta continuó presentando algunos rebrotes de forma espontánea. Tras más de dos meses, el gobierno permitió el ingreso de algunas familias a la zona afectada de manera momentánea y declaró que la ciudad estaría inhabitable por lo menos hasta 2010.
El gobierno instruyó diversos estudios a la Pontificia Universidad Católica de Chile y la Universidad Austral respecto de los riesgos que representaba para la ciudadanía la repoblación de Chaitén y basados en dichos estudios, fue anunciado el 29 de enero de 2009 que la ciudad sería reconstruida en alguna región al norte del anterior asentamiento, pese al rechazo de sus antiguos habitantes. Además, se decidió trasladar definitivamente la capital provincial a Futaleufú. Durante el mes de febrero de 2009, un nuevo ciclo eruptivo se desató en el volcán, provocando el desprendimiento del domo y aumentando los temores de un posible colapso del cono. Aunque nuevamente se evacuó a gran parte de los habitantes, algunos se mantuvieron pese al peligro descrito por vulcanólogos. En ese contexto, el gobierno anunció que la localidad de Santa Bárbara —conocida también como Fandango— sería el lugar del asentamiento de la nueva Chaitén.
En septiembre de 2010, el gobierno anunció el concurso público para diseñar los edificios públicos y el casco urbano de Nueva Chaitén, que volverá a ser la capital comunal. El 18 de marzo de 2011 fueron reabiertos los servicios básicos de agua potable y luz eléctrica en el casco norte de Chaitén, en marco del plan maestro de repoblamiento.
El 16 de diciembre de 2017 un nuevo desastre natural azotó a la comuna de Chaitén. Un aluvión destruyó gran parte de la localidad de Villa Santa Lucía, a 75 kilómetros al sur de la ciudad de Chaitén. El hecho provocó la muerte de 21 personas y la desaparición de un hombre.

## Geografía

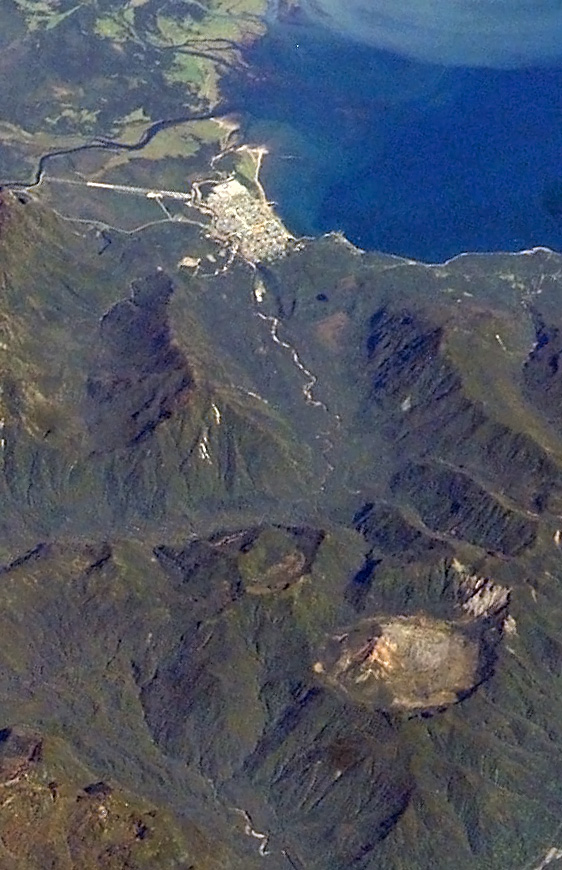
Vista de la ciudad de Chaitén y de la caldera del volcán Chaitén, a unos 10 km de distancia. Al fondo, la desembocadura del río Yelcho.

La comuna de Chaitén se localiza entre los paralelos 42°30’ y 43°30’ de latitud sur, en una estrecha de franja entre los meridianos 72° y 73° Oeste, la cual no supera los 50 kilómetros. Tiene una extensión de 8471 kilómetros cuadrados, lo que la hace territorialmente de mayor tamaño que la Isla Grande de Chiloé.
Morfológicamente, la comuna de Chaitén se encuentra emplazada en las unidades geomorfológicas de Cordillera patagónica de fiordos y ríos de control tectónico y Llano central con tectónica de hundimiento; donde el terreno corresponde a una continuación de la cordillera de los Andes, la que ha sufrido diversos procesos erosivos, principalmente de origen glacial, que la hacen descender abruptamente hacia el mar en forma de valles y fiordos y que presenta montes de baja y mediana altura, los cuales no superan los 2500 m s. n. m. Este tipo de erosión también produjo, hace decenas de milenios, el hundimiento de la depresión intermedia bajo el Océano Pacífico, naciendo el golfo de Corcovado que separa así el sector de Palena del archipiélago de Chiloé.
Dentro de los principales accidentes geográficos de la zona se encuentran los volcanes Michimahuida (2.404 m s. n. m.), Corcovado (2.300 m s. n. m.) y Chaitén (962 m s. n. m.), todos ubicados a poca distancia de la costa.

### Clima
presenta según la clasificación climática de Köppen clima de tundra (ET), clima de tundra de lluvia invernal (ET (s)), clima templado lluvioso (Cfb), clima templado lluvioso con leve sequedad estival (Cfb (s)), clima templado lluvioso frío (Cfc) y clima templado lluvioso frío con leve sequedad estival (Cfc (s)), donde se describe una mayor presencia de precipitaciones durante la temporada invernal (mayo a julio), con cifras que bordean los 3000 mm de agua caída anualmente en la capital comunal y que descienden hacia los valles del interior más protegidos. La temperatura en promedio no supera los 10 °C y los vientos predominantes provienen desde el oeste.

### Hidrografía
La comuna se halla entre las cuencas hidrográficas de Costeras entre el río Puelo y río Yelcho, Costeras entre el río Yelcho y el límite Regional, río Palena y Costeras del límite de la décima región y río Yelcho.
El principal curso fluvial corresponde al río Yelcho, que cruza la comuna desde el gran lago Yelcho hasta su desembocadura, al sur de la localidad de Chaitén. Gran parte de su recorrido es navegable y su cuenca tiene un total de 11 000 km² que cruza a las comunas vecinas e incluso hasta Argentina. Existen otros cauces menores, destacando los que dan origen al fiordo Comau y al fiordo Reñihué, entre los cuales surge la península de Comau, en el límite norte de la comuna. Otros cuerpos de agua en la comuna son el lago Escondido, lago Inferior, lago Jimena, lago Renihue, lago Río Blanco, lago Río Negro, lago Trébol y lago Yelcho, lago Gil de Ramos, laguna Caucau, laguna César, laguna de la Mina, laguna de La Plata, laguna del Hilman, laguna Huequi, laguna Soledad, laguna Tolita y lagunas el Pato; y río Alerce, río Amarillo, río Blanco, río Buill, río Burritos, río Camahueto, río Canef, río Chaitén, río Chilco Nuevo, río Cipreses, río Corcovado, río Correntoso, río Daye, río de La Mina, río de La Plata, río del Trébol, río Frío, río Huellas, río Huequi, río Jimena, río Loro, río Los Mallines, río Marilino, río Menor, río Michimahuida, río Miralaguay, río Nevado, río Norte, río Oeste, río Palvitad, río Pescado, río Piedras, río Puritauquen, río Raya, río Rayas, río Reñihue, río Roberto, río Robles, río Salto, río Sucio, río Telele, río Tictoc, río Verde y río Yelcho.

## Medio ambiente

### Ecosistemas
Dentro del territorio de la comuna se pueden hallar los siguientes ecosistemas:
- Bosque caducifolio templado andino donde predominan Nothofagus pumilio y Berberis ilicifolia (Preocupación menor)
- Bosque caducifolio templado andino donde predominan Nothofagus pumilio y Drimys andina (Vulnerable)
- Bosque caducifolio templado andino donde predominan Nothofagus pumilio y Ribes cucullatum (Preocupación menor)
- Bosque resinoso templado andino donde predomina Fitzroya cupressoides (Casi amenazado)
- Bosque siempreverde templado andino donde predominan Nothofagus betuloides y Laureliopsis philippiana (Vulnerable)
- Bosque siempreverde templado andino donde predominan Nothofagus betuloides y Chusquea macrostachya (Vulnerable)
- Bosque siempreverde templado andino donde predominan Nothofagus dombeyi y Saxegothaea conspicua (Casi amenazado)
- Bosque siempreverde templado interior donde predominan Nothofagus betuloides y Desfontainia spinosa (Preocupación menor)
- Bosque siempreverde templado interior donde predominan Nothofagus nitida y Podocarpus nubigenus (Preocupación menor)
- Herbazal templado andino donde predominan Nassauvia dentata y Senecio portalesianus (Preocupación menor)
- Matorral bajo templado andino donde predominan Adesmia longipes y Senecio bipontinii (Vulnerable)
- Matorral caducifolio templado andino donde predomina Nothofagus antarctica (Preocupación menor)
- Zonas geográficas inhóspitas sin vegetación (Sin información)

### Flora y fauna
La flora de la región está compuesto por tres tipos de bosque nativo: el bosque siempreverde (compuesto principalmente por coigüe), el bosque de alerces y el bosque de altura, donde la lenga y el ñirre predominan. Dentro de la fauna destacan diversas especies como el puma, el cóndor, el quique, el huillín, chungungos y coipos. Para la protección de la flora y la fauna, gran parte de la superficie comunal corresponde a áreas silvestres protegidas destacando el parque nacional Corcovado y el parque nacional Pumalín.

### Medidas de protección ambiental y conflictos socioambientales
Hasta 2022, la comuna de Chaitén cuenta con las siguientes zonas que cuentan con algún nivel de protección ambiental:
- Bahía Tic-Toc (Sitios Ley 19.300)[35]
- Bosques Templados Lluviosos (Reserva Biósfera)[36]
- Juventud con una Misión (Iniciativa de Conservación Privada)[37]
- Palena Costa (Bien Nacional Protegido)[38]
- Parque Nacional Corcovado (Parque Nacional)[39]
- Parque Nacional Pumalín Douglas Tompkins (Parque Nacional)[40]
  - Santuario de la Naturaleza Parque Pumalín (Santuario de la Naturaleza e Iniciativa de Conservación Privada)[41][42]
- Valle el Frío (Bien Nacional Protegido)[43]
- Ventisquero (Bien Nacional Protegido)[44]

## Demografía

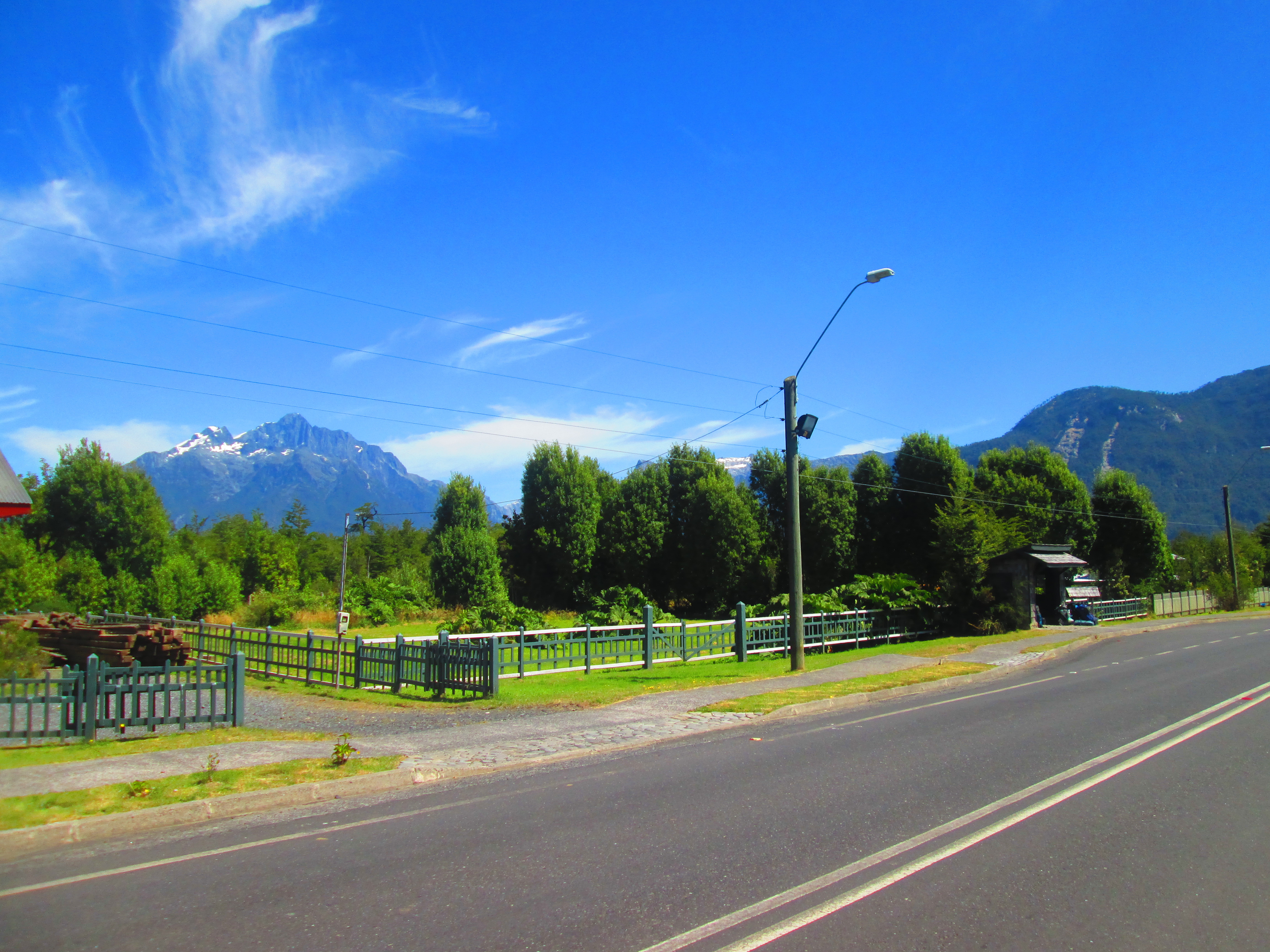
Sector de El Amarillo, al sur de la ciudad de Chaitén.

Según el censo chileno de 2017, la comuna tiene una población total de 5071 habitantes —3016 hombres y 2055 mujeres— un descenso del 29,4 % con respecto a la medición realizada en 2002; caída explicada fundamentalmente por el hecho de que numerosas familias no volvieron a Chaitén después de la erupción de 2008.
El 32,4 % de la población comunal vive en el área urbana, concentradas totalmente en la capital comunal. El pueblo de Chaitén tenía, en 2002, una población de 4065 habitantes (2117 hombres y 1948 mujeres) y una cantidad de 1224 viviendas extendidas en una superficie de 1,92 km². Tras la erupción volcánica, la población se redujo considerablemente, pero lentamente se ha ido recuperando desde el retorno de los servicios básicos. Al 2017 la ciudad tenía una población de 1637 personas. Otras localidades de la comuna son El Amarillo (126 hab.), Santa Bárbara (205), Ayacara Norte (216 hab.), Caleta Buill (175 hab.) y Villa Santa Lucía con 275 habitantes.
La población comunal hacia 2005 era en su mayoría joven, con un 35,78 % de la población menor a los 20 años, mientras un 10,08 % de la población superaba los 60 años de edad. Pese a ello, dentro de la población joven existía una comparable diferenciación entre los distintos sexos: mientras en el caso femenino, la distribución por edades alcanza un máximo sustancial cerca de los 12 años, en el de los hombres se reparte de forma similar entre los 10 y los 24 años. En ambos casos, sin embargo, la población en el rango entre los 25 y los 30 años de edad se reduce a un 5,71 % de forma conjunta, considerablemente notorio en comparación con los quinquenios cercanos, los cuales superan el 8 %.

### Calidad de vida
El índice de desarrollo humano estimado en 2003 para la comuna alcanzó un valor de 0,704, un alza de 0,099 respecto a nueve años antes. Con estas cifras, Chaitén superó con facilidad a todas las comunas de la provincia y a la mayoría de las de la región (exceptuando las principales localidades de Llanquihue y Chiloé), quedando al nivel de ciudades como Valparaíso y Chillán.
En 2006, la encuesta CASEN determinó que 189 personas en Chaitén eran consideradas como pobres y 244 como indigentes, representando el 2,95 % y el 3,81 % de la población comunal. La cifra, pese a ser baja comparado con los índices a nivel nacional y regional, es la más alta de las tres comunas de la provincia de Palena.
Al año 2008, existía un hospital en la ciudad de Chaitén y 11 postas rurales repartidas en el territorio comunal. En cuanto a cifras, en 2002 la tasa de mortalidad infantil alcanzó un 3,4 ‰ y una tasa de natalidad de 13,6 ‰, ambas por debajo del 7,8 ‰ y 16,1 ‰ a nivel nacional. Un 85,6 % de los habitantes de la comuna pertenecían al sistema público de salud FONASA, mientras solamente un 2,7 % estaba afiliado a alguna isapre en el año 2006.

### Educación
Al año 2017 existían 791 estudiantes en la comuna según el Ministerio de Educación: 75 estaban en el régimen de educación parvularia, 513 en Educación General Básica y 203 en Educación Media Científico-Humanista, Dos establecimientos eran de tipo particular subvencionado y dieciséis eran de propiedad municipal, acogiendo estos últimos a un total de 759 estudiantes (un 95,95 % del total).
En cuanto a niveles de calidad educativa, un 62,30% de los estudiantes provenientes de establecimientos municipales y un 18,18 % de los particulares subvencionados alcanzaron sobre 450 puntos en la Prueba de Selección Universitaria; las cifras contrastan notoriamente con los porcentajes a nivel nacional, donde los municipales tienen un rendimiento menor al de particulares, donde alcanzan 37,11 % y 56,18 % respectivamente. Adicionalmente, los resultados de las pruebas SIMCE realizadas en la comuna alcanzan entre los 230 y los 249 puntos, con una diferencia superior a seis puntos en promedio con respecto a los resultados nacionales.
Dentro del total de habitantes de la comuna, el promedio de años de escolaridad es de ocho años (equivalentes a la educación primaria obligatoria), un poco más de dos años por debajo de la media a nivel nacional.

## Gobierno y administración

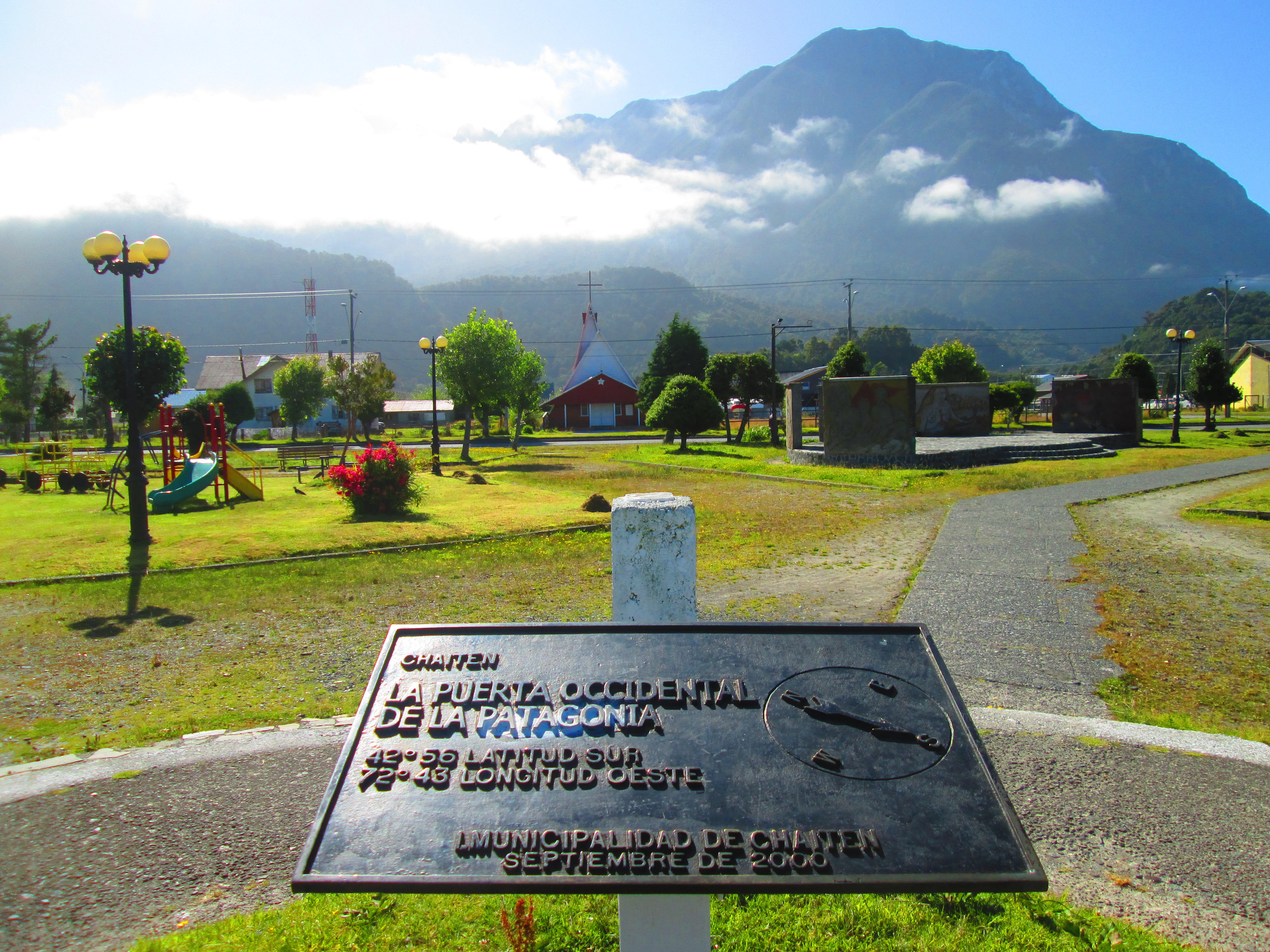
Plaza principal de Chaitén, con su iglesia al fondo, en 2016.

Desde el retorno a la democracia en 1990, el electorado de Chaitén se ha comportado favoreciendo preferentemente a los candidatos de centro y centroderecha. En las elecciones municipales de 1992, el candidato independiente de la coalición de derecha Fernando Roldán obtuvo la mayoría de las preferencias, aunque asumió como alcalde solamente tras las elecciones municipales de 1996 al obtener un 29,86 % de los votos. Sin embargo, en las elecciones de 2000 fue superado por el candidato demócrata-cristiano José Miguel Fritis, el cual obtuvo un 47,58 % de las preferencias. Fritis se presentó a la reelección como independiente en 2004, alcanzando nuevamente cerca del 48 % de los votos. En esa misma elección, el Partido Humanista de Chile tuvo un sorprendente desempeño obteniendo tres de los seis cupos para concejales, superando a los dos bloques tradicionales de la política chilena.
Debido al estado de catástrofe existente en la comuna de Chaitén luego de la erupción del volcán homónimo, diversas autoridades manifestaron la necesidad de aplazar las elecciones municipales de 2008 en vista de la imposibilidad de realizar una campaña política normal; pese a ello, el Servicio Electoral de Chile autorizó la realización de los comicios en octubre de 2008 en conjunto con el resto del país. En dichas elecciones, efectuadas con mesas especiales en Puerto Montt, Castro, Ayacara y Villa Santa Lucía, la alcaldía pasó a manos de Pedro Vásquez Celedón, independiente apoyado por la Alianza por Chile, quien obtuvo menos de 100 votos de diferencia sobre el candidato a la reelección.

### Administración comunal
- Alcalde: Pedro Vásquez Celedón (desde 2021; (PR)/Unidad Constituyente)
- Concejo municipal (periodo 2021-24):
  - José Barrientos Ruiz (PS)
  - Bernardo Riquelme Muñoz (Ind./PPD)
  - Américo Hernández Hellriegel (Ind./RN)
  - Juan Santana Risco   ([Renovación Nacional RN]])
  - Juan Alvarado Torres (/RD)
  - Francisco Núñez Martínez ([Partido Radical Social Demócrata|PRSD]])

#### Lista de alcaldes
- 1992-1996: Pietro Bastasin D. (Renovación Nacional)
- 1996-2000: Fernando Roldán López (ind. Alianza por Chile)
- 2000-2005: José Miguel Fritis Pérez (ind. Concertación)
- 2005-2006: Luis Humberto Gallardo (P. Humanista)
- 2006-2008: José Miguel Fritis Pérez (ind. Concertación)
- 2008-2012: Pedro Vásquez Celedón (ind. Alianza por Chile)
- 2012-2016: Pedro Vásquez Celedón (independiente)
- 2016-2021: Clara Lazcano Fernández (ind. Chile Vamos)
- 2021-a la fecha: Pedro Vásquez Celedón (ind. Unidad Constituyente)

### Representación parlamentaria
Chaitén integra, junto con demás las comunas de la provincia de Palena, la provincia de Chiloé, Maullín, Calbuco, Puerto Montt y Cochamó, el distrito electoral N.° 26. Con el resto de las comunas de la región, forma parte de la circunscripción senatorial XIII.
En la Cámara de Diputados —para el periodo 2018-2022— está representada por los diputados Gabriel Ascencio (PDC), Jenny Álvarez Vera (PS), Alejandro Bernales Maldonado (PL), Carlos Kuschel Silva (RN) y Alejandro Santana Tirachini (RN). 
En el Senado —para el periodo 2014-2022— está representada por Iván Moreira (UDI) y Rabindranath Quinteros (PS).

## Economía
Al año 2006, la encuesta Casen determinó que en promedio los habitantes de la comuna tenían un ingreso autónomo familiar de $ 492 258, comparado con los $ 613 206 promedio a nivel nacional.
La actividad pesquera es el principal sustento económico de la comuna de Chaitén, ya sea de forma artesanal por pequeños grupos de pescadores como por flotas pesqueras de alta mar. Ambas formas abastecen las industrias de procesamiento y congelamiento y las conserveras, ubicadas dentro de la Región de Los Lagos. La ganadería también es importante, principalmente basada en la crianza de bovinos y ovinos para la producción de carne, lácteos y otros derivados.
La agricultura se realiza para nivel de subsistencia local con algunos cultivos de papas, ajos y hortalizas establecidos en los lugares más abrigados del territorio comunal. La industria forestal es limitada debido a la protección existente sobre grandes extensiones de bosque nativo.
El turismo se ha alzado como una importante actividad dentro de la comuna, por ser la puerta de ingreso a la Región de Aysén, a través de la Carretera Austral o de los servicios de transbordadores existentes desde Puerto Montt o Quellón. A esto se suma la explotación turística de diversos sectores de la comuna, como termas, lagos, ríos o bosques nativos con muy poca intervención humana como los existentes dentro del parque nacional Corcovado y el parque nacional Pumalín. Si bien la erupción del volcán Chaitén en 2008 frenó el crecimiento de la comuna, desde la década del 2010 ha habido un fuerte impulso al desarrollo turístico, lo que, junto con la creación de Red de Parques de la Patagonia en 2017, ha convertido a Chaitén en un destino destacado fuera de Chile. Además, la localidad de Chaitén se ha transformado en un punto logístico clave para quienes recorren la Carretera Austral, gracias a su creciente infraestructura turística, que incluye alojamientos, servicios gastronómicos, transporte terrestre y marítimo, y una red de senderos bien señalizados. En las cercanías, destacan sitios de alto valor patrimonial y ambiental, como las cuevas del cerro Vilcún —que conservan pinturas rupestres de época precolombina—, la playa Santa Bárbara, conocida por el avistamiento de toninas, y el glaciar Yelcho. Estas características, sumadas a la mejora de sus espacios públicos, como la costanera y la plaza central, han fortalecido su rol como destino turístico emergente en la Patagonia norte. 

## Transporte

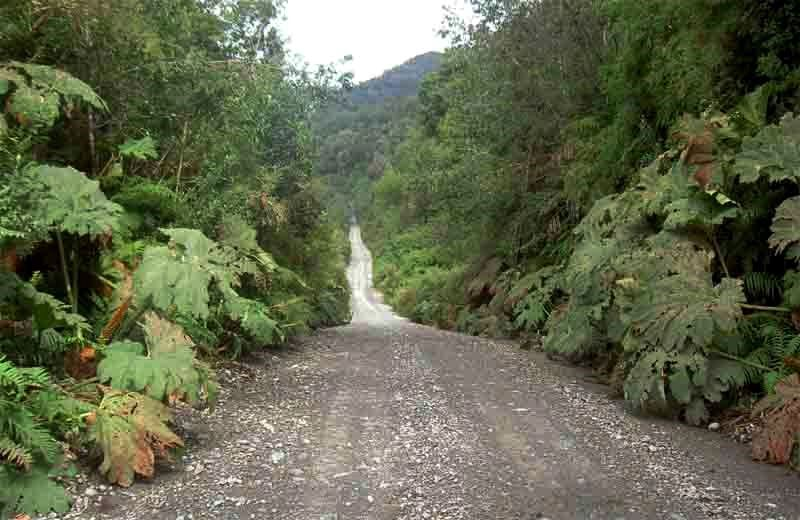
Vista de un tramo de la Carretera Austral, entre Caleta Gonzalo y la ciudad de Chaitén.

La comuna de Chaitén presenta una importante situación de aislamiento debido a sus características geográficas. La principal vía existente es la Carretera Austral (Ruta CH-7) que conecta en sentido norte-sur Caleta Gonzalo con la capital comunal, Puerto Cárdenas, Villa Santa Lucía y el límite sur con la Región de Aisén. En Villa Santa Lucía surge una bifurcación al oriente, a través de la Ruta CH-231 que llega a Puerto Ramírez y que conecta a Chaitén con las comunas vecinas de Futaleufú y Palena. Ninguna de estas rutas está asfaltada, excepto algunos tramos en las cercanías de la ciudad de Chaitén.
Pese a la presencia de la Carretera Austral, ésta se encuentra interrumpida entre Hornopirén por el norte (en la comuna de Hualaihué) y Caleta Gonzalo por el sur, impidiendo así no solamente la conexión por vía terrestre con el resto de la Región de Los Lagos, sino que la del territorio de Palena y la Región de Aisén con gran parte del territorio continental chileno. La única alternativa por vía terrestre es viajando hacia las comunas vecinas de Futaleufú y Palena para cruzar la frontera argentina (en los pasos Futaleufú y Río Encuentro, respectivamente) para tomar luego la Ruta Nacional 40 entre Esquel y San Carlos de Bariloche, reingresando a Chile por el norte en el paso Cardenal Samoré. Diversos proyectos surgieron para poder generar una conexión entre Hornopirén y Caleta Gonzalo, pero han enfrentado la oposición de grupos ambientalistas por el hecho de tener que atravesar el Parque Pumalín. Finalmente, en 2006 el Ministerio de Obras Públicas decidió la construcción del tramo por vía terrestre, lo cual atraerá un alto costo por el alto número de puentes a utilizar para superar las adversidades del relieve, e incluirá una conexión con Ayacara, en la península de Comau.
Para suplir estas deficiencias en el transporte terrestre, el transporte marítimo ha alcanzado gran importancia en la comuna, pues permite en la actualidad la conexión con la capital regional Puerto Montt y con la Isla Grande de Chiloé a través de transbordadores directos. Existen servicios regulares hacia Puerto Montt (seis salidas semanales), Quellón (tres salidas semanales) y Castro (una salida semanal).
Internamente, diversas barcazas permiten la comunicación dentro de la comuna. conectando al pueblo con lugares como Chana, Chumildén, Ayacara, Poyo e islas Desertores.
El cercano Aeropuerto Chaitén permite el transporte aéreo y es administrado por la Dirección General de Aeronáutica Civil. Los vuelos, realizados por aerolíneas locales, principalmente tienen destino el aeropuerto El Tepual o el aeródromo La Paloma, ambos en Puerto Montt.

## Deportes

### Fútbol
La comuna cuenta con una asociación de fútbol (Asociación de Fútbol de Chaitén) conformada por cuatro clubes (Colo-Colo, Lautaro, Magallanes y Piedra Blanca). Debido a las condiciones del territorio, todos los partidos se juegan en el Estadio Municipal de Chaitén (pasto natural).

## Medios de comunicación

### Radioemisoras
- 88.1 MHz - Radio Nahuel (Próximamente)
- 89.5 MHz - Radio Corcovado (local)
- 97.1 MHz - Radio Estrella del Mar (Católica; con programación de la provincia y desde Chiloé)
- 101.1 MHz - Radio Villa Santa Lucía
- 105.7 MHz - Radio Provincia de Palena (local y provincial)

De igual manera se pueden captar diversas radios AM y FM provenientes de la Isla de Chiloé, como Quellón, Queilén, Castro, entre otros, algunas con dificultad y otras en buena recepción, dependiendo del algunos sectores de la ciudad o la comuna.

#### Radios Online
- Radio Corcovado
- Radio Estrella del Mar (seleccionar pestaña Palena)
- Radio Provincia de Palena
- Radio Villa Santa Lucía

### Televisión

#### TDT
- 2.1 - Chilevisión HD
- 2.2 - UChile TV
- 2.31 - Chilevisión One Seg
- 11.1 - TVN HD
- 11.2 - NTV
- 11.31 - TVN One Seg
- 13.1 - Canal 13 HD
- 13.2 - T13 En Vivo
- 13.31 - Canal 13 One Seg

### Medios Digitales
- Noticias Provincia Palena
- Chaitentv[68]
- TVD Patagonia
- El Huemul[69]